# ایتاکاکیسیتوبا
ایتاکاکیسیتوبا (به پرتغالی: Itaquaquecetuba) یک شهر و شهر و شهرداری در برزیل است که در ایالت سائو پائولو واقع شده‌است. ایتاکاکیسیتوبا ۸۲٫۶۲ کیلومتر مربع مساحت و ۳۵۲٬۸۰۱ نفر جمعیت دارد و ۷۹۰ متر بالاتر از سطح دریا واقع شده‌است.